# World Conference on Women, 1985
World Conference on Women, 1985 var en internationell konferens som ägde rum i Nairobi i Kenya i juli 1985. Konferensen var den tredje internationella konferens som arrangerades av FN med det exklusiva syftet att diskutera kvinnors rättigheter. Den företräddes av World Conference on Women, 1980 och efterträddes av World Conference on Women, 1995.